# مغان (طرقبه شاندیز)
مغان، روستایی از توابع بخش طرقبه شهرستان طرقبه شاندیز در استان خراسان رضوی ایران است.

## جمعیت
این روستا در دهستان طرقبه قرار دارد و براساس سرشماری مرکز آمار ایران در سال ۱۳۸۵، جمعیت آن ۸۲۸ نفر (۲۵۸ خانوار) بوده‌است. جمعیت این روستا در سال ۱۳۹۰ به ۸۶۶ نفر و در سال ۱۳۹۵ به ۹۹۸ نفر (۵۰۳ مرد و ۴۹۵ زن) در قالب ۳۱۸ خانوار افزایش یافته‌است.